# Nusa Penida
Nusa Penida är en ö i Indonesien.   Den ligger i provinsen Provinsi Bali, i den sydvästra delen av landet, 1 000 km öster om huvudstaden Jakarta. Arean är 196 kvadratkilometer.
Terrängen på Nusa Penida är lite kuperad. Öns högsta punkt är 521 meter över havet. Den sträcker sig 16,1 kilometer i nord-sydlig riktning, och 20,1 kilometer i öst-västlig riktning.  Omgivningarna runt Nusa Penida är en mosaik av jordbruksmark och naturlig växtlighet.